# Justus Christoph Schomer
Justus Christoph Schomer, auch Schomerus (* 12. April 1648 in Lübeck; † 9. April 1693 in Rostock) war ein deutscher lutherischer Theologe und Hochschullehrer.

## Leben
Schomer war der Sohn von Nikolaus Schomer, der zum Zeitpunkt seiner Geburt als Advokat und Prokurator in Lübeck tätig war. Er wuchs zunächst in Braunschweig auf, als sein Vater dort zum Stadtsyndikus berufen wurde. 1664 kam die Familie zurück nach Lübeck, und Nikolaus Schomer wurde hier zunächst wiederum Advokat und 1669 Ratsherr.
Nach dem Besuch des Katharineums studierte Justus Christoph Schomer an der Universität Kiel, 1668 Hebräisch bei Stephan Masius in Wismar und 1669–1671 an der Universität Gießen. 1672 unternahm er einen gelehrte Reise durch Italien und Frankreich; anschließend setzte er sein Studium in Gießen für ein Jahr fort, bevor er eine weitere Reise, diesmal durch Holland und England, unternahm. Schomer, der bereits seit 1665 an der Universität Rostock immatrikuliert war, erneuerte seine Matrikel zum März 1677 und nahm hier ein Studium der Theologie auf, das er mit Examen und erfolgreicher Disputation beendete. 1680 wurde er in Rostock fürstlicher Professor der Theologie (extraconciliar) und zum Doktor der Theologie promoviert. 1685 erhielt er die Berufung zum ersten fürstlichen Professor (Primarius) der Theologie; einen Ruf an die Universität Wittenberg lehnte er 1692 auf Wunsch des Herzogs ab, der ihm als Berufungsabwehr eine Gehaltserhöhung zusicherte.
Schomer war zweimal Rektor der Universität (1687, 1687/88) und mehrfach Dekan der Theologischen Fakultät.
Er war Mitglied und zeitweise Direktor des fürstlichen Konsistoriums sowie Superintendent des mecklenburgischen und ratzeburgischen Kirchenkreises.
Seit 1683 war er mit Anna Katharina Vette (1662–1688) aus Lübeck verheiratet.

## Werke (Auswahl)
- Specimen Theologiae Moralis: Quo vera & naturalia omnis iuris atque honestatis principia breviter eruuntur, Quinque Disputationibus In Universitate Rostochiensi propositum. Rostock 1691.

Neuauflage: Theologia moralis. Rostock und Leipzig 1707
- Functionis ecclesiasticae et politicae combinatio. Rostock 1691
- De Collegiatismo Tam Orthodoxo Quam Heterodoxo, Disputationes Quatuor. Lüneburg 1692.